# Raymond Sabounghi
Raymond Fahmy Sabounghi (in arabo ريمون فهمي سبونقي‎?; Alessandria d'Egitto, 23 ottobre 1931 – Queens, 20 dicembre 2002) è stato un cestista egiziano.
È anche indicato con il cognome Saboungi.

## Carriera
Con l'Egitto ha disputato le Olimpiadi del 1952 (12º posto) e i FIBA EuroBasket 1953 (8º posto).